# Inglese gallese
L'inglese gallese (lingua inglese: Welsh English; gallese: Saesneg Gymreig) comprende i dialetti inglesi parlati dai gallesi. I dialetti sono significativamente influenzati dalla grammatica gallese e spesso includono parole derivate dal gallese, una lingua celtica profondamente diversa dall'inglese. Oltre alle parole e alla grammatica distintive, in tutto il Galles si trovano una varietà di accenti, compresi quelli del Galles settentrionale, il dialetto di Cardiff, le valli del Galles meridionale e il Galles occidentale.
Accenti e dialetti nell'ovest del Galles sono stati più pesantemente influenzati dalla lingua gallese mentre i dialetti nell'est sono stati influenzati maggiormente dai dialetti in Inghilterra. Nell'est e nel sud-est, è stato influenzato dai dialetti del West Country e del West Midland mentre nel nord-est del Galles e in parti della costa settentrionale del Galles è stato influenzato dall'inglese del Merseyside.